# كليفورد أندرسون
كليفورد أندرسون (بالإنجليزية: Clifford Anderson)‏ هو قاضي ومحامي وسياسي أمريكي، ولد في 23 مارس 1833 في مقاطعة نوتوواي في الولايات المتحدة، وتوفي في 19 ديسمبر 1899 في ماكون في الولايات المتحدة. انتخب عضو مجلس نواب جورجيا.